# Hotîvel, Stara Vîjivka
Hotîvel (în ucraineană Хотивель) este un sat în comuna Nova Vîjva din raionul Stara Vîjivka, regiunea Volînia, Ucraina.

## Demografie
Componența lingvistică a localității Hotîvel
     Ucraineană (97,39%)
     Rusă (2,61%)
Conform recensământului din 2001, majoritatea populației localității Hotîvel era vorbitoare de ucraineană (97,39%), existând în minoritate și vorbitori de rusă (2,61%).